# 나이트 플라이어
《나이트 플라이어》(영어: The Night Flier 혹은 Stephen King's The Night Flier)는 미국에서 제작된 마크 페이비아 감독의 1997년 공포 영화이다. 미겔 퍼레어 등이 출연하였고, 리처드 P. 루빈스틴 등이 제작에 참여하였다. 스티븐 킹의 동명 단편 소설이 원작이다.

## 출연진
- 미겔 퍼레어
- 줄리 엔트위슬
- 댄 모너핸
- 마이클 H. 모스
- 존 베니스
- 베벌리 스키너

## 기타 제작진
- 공동 제작: 알프레도 쿠오모, 잭 오도널
- 배역: 레너드 핑거